# Грата (Латина)
Грата је насеље у Италији у округу Латина, региону Лацио.
Према процени из 2011. у насељу је живело 106 становника. Насеље се налази на надморској висини од 46 м.